# جبران مسعود
جبران مسعود (1930) كاتب وأديب وباحث لبناني في العقد الثامن من عمره، بدأت مسيرته التعليمية في عمر "21 سنة"، والمسيرة التآلفية في عمر "17 سنة"، له حوالي "ثلاثين كتاباً" بين دراسات أدبية، بين قصص، بين روايات، وبين لغوية، احتفى بجوائز وطنية وعربية نظيراً لإنجازاته في خدمة لغة الضاد.

## سيرته المهنية
«غبريال مسعود» وهو اسم ولادته لكن في واقعة طريفة اكتسب الاسم الأدبي عندما أراد جبران وهو في المرحلة الرابعة أن يلقي قطعة عن لبنان في الكلية الدولية في بيروت تفاجأ بأن أستاذه غير اسمه في أسماء لائحة الطلبة للإلقاء، قال جبران: أستاذ أنا اسمي «غبريال». وقال أستاذه الشاعر المعروف فؤاد سليمان: الآن أصبحت تكتب بالعربية «غبريال» اسم أجنبي «وجبران» هو اسمك العربي، وأصبح اسم جبران يلاحقه حتى يومنا هذا.
جبران من مواليد بيروت 1930، ويُعد من لبنات الأدب العربي في عصره، حيث تتلمذ على يد أعلام شعراء لبنان آنذاك «كــ ميشال بشير وفؤاد سليمان» والذي يعتبره القدوة الأدبية بعد والده، ويتقن اللغتين «الإنجليزية والفرنسية». نثر حروفه الأولى أثر نزعة عربية لديه تجاه القضايا العربية وهو في العمر "17" في سنة 1947، حيث نظم أول قصيدة له عن «فلسطين»، وحينما كان في العمر"18" في عام 1948 أثار الجدل وأشغل الأوساط الدينية بإصداره أول كتاب له وباسم «الرماد الأحمر» والذي وجه قلمه الحاد ضد «الإقطاع الديني والتقاليد المهترئة»، فدعا من خلال كتابه إلى أحقية التزاوج بين «المسلمين والمسيحيين»، وكان ذلك أدعى إلى أن أحد المدارس الدينية حرمت قراءته، لكن بالكفة الأخرى حقق الكتاب انتشاراً واسع آنذاك.
أنهى علومه بتفوق في«بكالوريوس الأدب والتاريخ» من الجامعة الأمريكية في بيروت في عام 1950 ومن ثم شهادة أستاذ في العلوم في «الأدب العربي» في عام 1953 من الجامعة ذاتها.
وأفرد «خمسة عشر عاماً» من عمره في تأليف «كتاب الرائد معجم لغوي وعصري» والذي صدر عام 1992، وشق نهجاً جديداً في العمل المعجمي عما سبقه وفي عام 2016 بإصداره «لموسوعة الأدب العربي فنونه وعصوره وأشهر أعلامه» وذلك في ثمانية مجلدات، وأمضى في تدبيجه «سبع سنوات»، إذا تؤرخ الموسوعة لفنون الأدب العربي وتاريخه وأشهر أعلامه في كل من  العصور المتعاقبة: العصر الجاهلي، صدر الإسلام، العصر الأموي، العصر العباسي، العصر الأندلسي، ووسع للحركة الشعرية كا التصوف الإسلامي والصعاليك وشعراء المروءة والوفاء  في الكتاب حيزاً، وأضاف خانة النقد في كتابه الموسوعة والقائم على منهجية الشرح والمقابلة والمناقشة وتحليل النصوص الأدبية تحليلاً أدبياً ولغوياً وبيانياً ليلتمس مواطن الجمال فيها
أسس جبران داراً للنشر باسم «بيت الحكمة» نشرت لعدد من كبار الأدباء. ولديه طائفة من المنشورات لمقالات وأبحاث في الصحف اللبنانية، لاسيما في طلعتيها الدراسات الأدبية والتاريخية واللغوية، ويُذكر أنه انطفأ حبره مرتين لفترة من الزمن، ففي المرة الأولى كانت نتيجة شبح الحرب الأهلية التي خيمت على لبنان والمرة الثانية عند موت زوجته الكاتبة اللبنانية جوزفين مسعود، وعلى الطرف الأخر في استماته لخدمة القلم واللسان رفض فرص كثيرة من بينها مناصب سياسية ودبلوماسية ليكرس في خدمتهما.

## مؤلفاته
- (1948) الرماد الأحمر، لبنان.[3]
- (1992) الرائد معجم لغوي وعصري، لبنان: دار العلم للملايين[6]
- (2001) العربية الفصحى شعلة لا تنطفئ، لبنان: دار بيت الحكمة.[7]
- (2010) جدتي، لبنان: دار هاشيت أنطوان[8]
- (2012) رواية أنين الغضب، لبنان: دار نوفل[9]
- (2016) موسوعة الأدب العربي فنونه وعصوره وأشهر أعلامه، لبنان: دار هاشيت أنطوان[10]

## جوائزه
- «جائزة أصدقاء الكتاب في لبنان» في عام 1965 عن «كتاب الرائد معجم لغوي وعصري»[11]
- حامل وسام الأرز الوطني اللبناني في عام 1970

## مناصبه
- أستاذ الأدب العربي والفلسفة الإسلامية والتاريخ والجغرافيا، ومدير الدروس العربيّة في القسم الفرنسي ــ الكلية الدولية في بيروت[12]
- أستاذ الأدب العربي واللغة العربية في برنامج تأهيل الأساتذة العرب وأستاذ الفلسفة الإسلامية ــ الجامعة الأمريكية في بيروت
- مُنتدب إلى الرباط، المغرب، محاضراً في الأدب العربي واللغة العربية في دورة تأهيل الأساتذة المغاربة.

## حياته الشخصية
على مقاعد الدراسة الجامعية بدأ حبه الأول مع «الكاتبة اللبنانية جوزفين مسعود» فتوّج قصة الحب بالزواج منها واستمر 35 سنة لحين وفاتها، وأنجب منها بنتين وولدين جُلُهم يعيشون في المهجر وله تسعة أحفاد.

## روابط خارجية
- مقابلة قناة الميادين مع الأديب والباحث الأستاذ جبران مسعود